# Список президентов Национальной академии наук Украины
Президент Национальной академии наук Украины избирается Общим собранием НАН Украины из числа действительных членов НАН Украины тайным голосованием простым большинством голосов. Правовой статус Президента академии регулируется Уставом НАН Украины.
Первым Президентом и основателем Украинской академии наук стал Владимир Иванович Вернадский. Самым молодым Президентом Академии на момент избрания был Борис Евгеньевич Патон, который возглавил учреждение в возрасте 43-х лет. Самым пожилым Президентом Академии был Орест Иванович Левицкий, который возглавил Академию в возрасте 74-х лет. Самый короткий срок на посту Президента Академии провел Николай Прокопович Василенко (менее года), а самый длинный (более 57 лет) — Борис Евгеньевич Патон.
Должность Президента Академии никогда не занимала женщина.

## Список президентов
| Украинская академия наук                                           |  |                     |           |                                                |
| 1                                                                  |  | Владимир Вернадский | 1918—1919 | 28 февраля (12 марта) 1863 — 6 января 1945     |
| и. о.                                                              |  | Орест Левицкий      | 1919—1921 | 13 (25) декабря 1848 — 9 мая 1922              |
| Всеукраинская академия наук                                        |  |                     |           |                                                |
| 2                                                                  |  | Николай Василенко   | 1921—1922 | 2 (14) февраля 1866 — 3 октября 1935           |
| 3                                                                  |  | Орест Левицкий      | 1922      | 13 (25) декабря 1848 — 9 мая 1922              |
| 4                                                                  |  | Владимир Липский    | 1922—1928 | 27 февраля (11 марта) 1863 — 24 февраля 1937   |
| 5                                                                  |  | Даниил Заболотный   | 1928—1929 | 16 (28) декабря 1866 — 15 декабря 1929         |
| ВУАН, Академия наук УССР                                           |  |                     |           |                                                |
| 6                                                                  |  | Александр Богомолец | 1930—1946 | 12 (24) мая 1881 — 19 июля 1946                |
| Украинская академия наук                                           |  |                     |           |                                                |
| ?                                                                  |  | Владимир Плотников  | 1941—1942 | 7 (19) мая 1873 — 11 сентября 1947             |
| Академия наук УССР                                                 |  |                     |           |                                                |
| 7                                                                  |  | Александр Палладин  | 1946—1962 | 29 августа (10 сентября) 1885 — 6 декабря 1972 |
| АН УССР, Академия наук Украины, Национальная академия наук Украины |  |                     |           |                                                |
| 8                                                                  |  | Борис Патон         | 1962—2020 | 27 ноября 1918 — 19 августа 2020               |
| 9                                                                  |  | Анатолий Загородний | с 2020    | род. 29 января 1951                            |